# Tanda (Gaya)
Tanda es una comuna o municipio del departamento de Gaya de la región de Dosso, en Níger. En diciembre de 2012 presentaba una población censada de 49 973 habitantes.
Se encuentra situada al suroeste del país, cerca del río Níger, de la frontera con Benín y Nigeria, y de la capital nacional, Niamey.